# Campionato balcanico maschile di pallacanestro 1986
Il 28º Campionato Balcanico Maschile di Pallacanestro, si è disputato a Sofia, in Bulgaria, tra il 25 e il 27 dicembre 1986.

## Risultati
|    | Nazionale  | G | V | P | PF  | PS  | Diff. |
| -- | ---------- | - | - | - | --- | --- | ----- |
| 1. | Grecia     | 3 | 3 | 0 | 304 | 273 | +31   |
| 2. | Bulgaria   | 3 | 2 | 1 | 301 | 285 | +16   |
| 3. | Romania    | 3 | 1 | 2 | 288 | 308 | -20   |
| 4. | Jugoslavia | 3 | 0 | 3 | 254 | 281 | -27   |

## Classifica finale
| -  | Paese      | Formazione |
| -- | ---------- | ---------- |
|    | Grecia     |            |
|    | Bulgaria   |            |
|    | Romania    |            |
| 4. | Jugoslavia |            |